# Кеприкейская операция
Кеприкейская операция (тур. Köprüköy muharebeler) (20 октября (2 ноября) — 8 (21) ноября 1914 года) — первое сражение на Кавказском фронте Первой мировой войны. В западной историографии известно как «Наступление Берхмана», по фамилии командующего Сарыкамышским отрядом генерала от инфантерии Георгия Эдуардовича Берхмана.

## Предыстория
Утром 16 октября (29 октября) 1914 года турецкие корабли произвели обстрелы русских городов и портов: Одессы, Севастополя, Феодосии и Новороссийска. На подходах к Одессе и Севастополю, а также в Керченском проливе ими были установлены минные заграждения (подробнее см. «Севастопольская побудка»). В этот же день русская Кавказская армия начала переброску частей и соединений к границе с Османской империей.
20 октября (2 ноября) в Петрограде Николем II был подписан манифест об объявлении войны Турции. А несколько ранее, в ответ на телеграфное донесение о нападении турецкого флота на Черноморское побережье, главнокомандующий Кавказской армией генерал-адъютант граф Воронцов-Дашков получил от Николая II телеграмму с указанием об объявлении войны Турции и с приказом начать военные действия, после чего 19 октября (1 ноября) отдал приказ войскам перейти границу и атаковать турок.

## Силы сторон
До войны структура Кавказской армии была следующей: 1-й, 2-й и 3-й армейские корпуса, в каждый корпус входило три дивизии — две пехотные и одна казачья, один сапёрный батальон и один мортирный дивизион. В дополнении к этому, в 1-й корпус входили две бригады — стрелковая и Кубанская пластунская, а в состав 2-го — стрелковая бригада и Кавказская кавалерийская дивизия.
С началом Первой мировой войны с Кавказа и Закавказья на Восточный фронт были переброшены два из трёх (2-й и 3-й) имеющихся на тот момент армейских корпуса практически в полном составе (за исключением 2-й Кавказкой казачьей дивизии). Также была произведена следующая рокировка — 1-я Кавказская стрелковая бригада из состава 1-го армейского корпуса перебрасывалась на Восточный фронт, а её место занимала 2-я Кавказская стрелковая бригада из состава 2-го армейского корпуса. Для усиления Кавказской группировки из Туркестана был направлен 2-й Туркестанский армейский корпус в составе 14 батальонов пехоты и 5 артиллерийских батарей.
К началу операции количественный состав Кавказской армии, согласно различным источникам, сильно разнится: 85—153 батальонов пехоты, 105—175 сотен конницы, 12—15 инженерных рот, 5 батальонов крепостной артиллерии 256—350 орудий состоящий из пяти войсковых групп, развёрнутых на следующих оперативных направлениях: Приморском (Трапезундском), Эрзерумском, Эриванском и Азербайджанском. Противостоявшая им 3-я турецкая армия представляла собой 100—110 батальонов пехоты, 128—165 эскадронов, четыре дивизии и одну бригаду курдской кавалерии (около 10 тыс. человек), при 220—250 орудиях. В общей сложности, у турок на границе были силы в количестве 70—80 тыс. пехоты при 160 орудиях, а также 15 батальонов пограничной стражи.

## Ход боевых действий

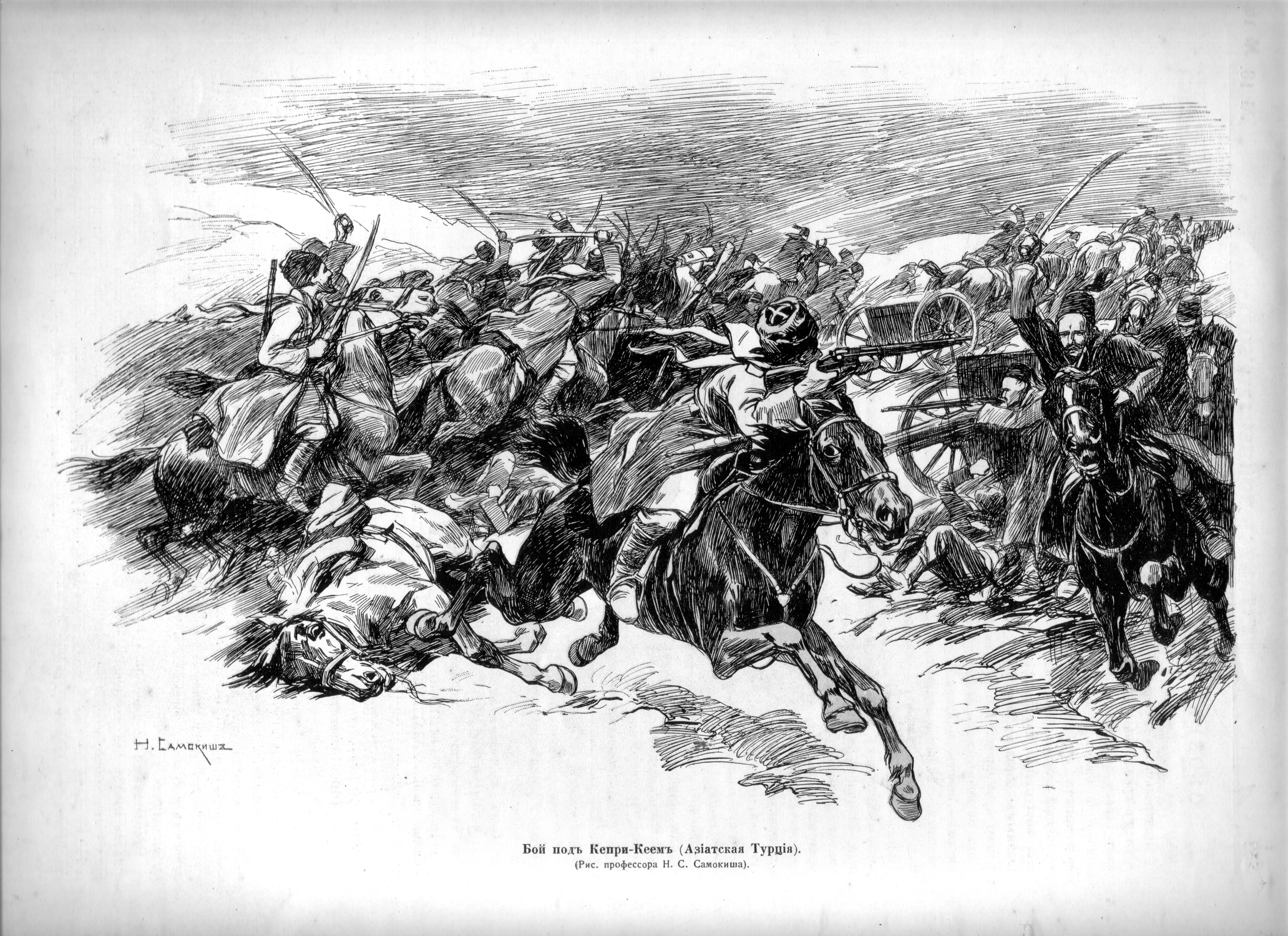
Бой под Кепри-Кеем. Рис. Н.С. Самокиша. Журнал Летопись войны 1914 г., выпуск 16.

В ночь на 20 октября (2 ноября) 1914 года войска русского 1-го Кавказского армейского корпуса пересекли государственную границу и широким фронтом от Олту (Ольты) до горы Арарат начали наступление в направлении Кёприкея и Каракилисы (в настоящее время — Агры). В центре наступала 39-я пехотная дивизия (Сарыкамышский отряд), на правом фланге — 20-я пехотная дивизия (Ольтинский отряд) под командованием генерала Н. М. Истомина. Южнее реки Аракс на Кёприкей наступали части 1-й Кавказской казачьей дивизии под командованием Н. Н. Баратова.
Части Ольтинского отряда заняли населённый пункт Ид. После ожесточённых боёв, окончившихся к 27 октября (9 ноября), на данном участке фронта вплоть до начала декабря активных действий не было, происходили только небольшие боестолкновения.
155-му Кубинскому полку (Сарыкамышский отряд) сразу же удалось занять Зивинскую высоту близ села Зивин. А к 25 октября (7 ноября) части отряда с боем заняли кёприкейские позиции с одноимённым селением и продолжили наступление на Гасан-Кала, которое в тот же день застопорилось ввиду ожесточённого сопротивления частей 9-го турецкого корпуса, окопавшихся на Падыжванских высотах. Русские части в течение суток предпринимали безуспешные попытки овладеть господствующими высотами. 26 октября (8 ноября) турки перешли в контрнаступление, завязались штыковые атаки, и русским пришлось отойти на исходные позиции в районе Кёприкея.
В первую неделю боёв части Эриванского отряда (позднее преобразован в 4-й Кавказский армейский корпус) заняли Баязет, Диадин и Каракилису.
29 октября (11 ноября) турки под прикрытием тумана силами 9-го и 11-го корпусов атаковали 153-й Бакинский полк (Сарыкамышский отряд), который вскоре был вынужден оставить Кёприкей. На протяжении нескольких дней турки продолжали свои атаки, положение становилось угрожающим, и только подошедшие подкрепления (части 2-го Туркестанского корпуса — 4-я Туркестанская стрелковая бригада, 13-й, 14-й, 15-й Туркестанские стрелковые полки; 1-я Кубанская пластунская бригада) к 6 (19) ноября помогли стабилизировать фронт. 4-я Туркестанская стрелковая бригада атаковала турок в районе Зивина, а 1-я Кубанская пластунская бригада под командованием генерал-майора М.А. Пржевальского атаковала части 11-го турецкого корпуса в районе северного берега реки Аракс. Под командованием Г. Э. Берхмана была образована Сарыкамышская группа, в которую вошли части 1-го Кавказского и 2-го Туркестанского армейских корпусов. Пользуясь временной передышкой, противники начали обустраивать позиции, восстанавливать штатную численность частей, организовывать тылы, пополнять боеприпасы.
К 8 (21) ноября на всех направлениях наступило позиционное затишье, а силы Эриванского отряда захватили стратегически важный перевал Килич-Гядука.
На Кагызманском и Эриванском направлениях русские части выдвинулись вперёд и достигли хребтов Шариан-Даг и Ала-Даг, обеспечив тем самым правый флаг Сарыкамышского отряда. Захватив приграничные сёла, русские войска вторглись в Баязетскую, Алашкертскую и Пассинскую долины.
На южном направлении, где действия русской армии были достаточно успешными, удалось обеспечить плацдарм для дальнейшего наступления на Джульфу.
Турецкая армия, в свою очередь, организовала наступление на Батумском направлении, где добилась наибольших успехов — при поддержке 5 тыс. лазов и аджарских иррегулярных формирований, турецкими войсками были заняты города Артвин, Ардануч и Борчха. Турки подошли к реке Чорох, расположившись между Батумом и Артвином. Одновременно с наступлением, они вели активную агитацию и призывали к восстанию местных мусульман против России. Имеются многочисленные сведения жестокого обращения турок к местным армянам, подвергшимся массовым убийствам. А на территории самой Османской империи, под предлогом необходимости проведения конфискации для нужд армии, турецкие власти прибегали к массовым грабежам мирного армянского населения
В ходе боёв, русские войска понесли тяжёлые потери, их наступление было приостановлено. Турецкое командование приняло решение развивать успех в направлении Сарыкамыша.
После кратковременной передышки и подготовки к новой операции, 9 (22) декабря турецкая армия перешла в наступление на Ольтинском направлении, вынудив Кавказскую армию начать отход к населённому пункту Олты (см. Сарыкамышское сражение).

## Итоги и потери
По оценке Е. В. Масловского, две русские дивизии (39-я и 20-я) потеряли убитыми и ранеными до 40 % своего состава. В наибольшей степени пострадал 156-й Елисаветпольский полк. Общие потери Кавказской армии составили около 7 тыс. человек.
По данным Н. Г. Корсуна, общие потери турок достигали 15 тыс. человек (включая до 3 тыс. дезертиров), Кавказской армии — до 6 тыс..
По данным Юджина Рогана, потери османской армии составили 1983 убитыми, 6170 ранеными, 3070 пленными. Дезертиров насчитывалось около 2800 человек. У русской армии – 1 тыс. убитых, 4 тыс. раненных и 1 тыс. погибших от холода.
Согласно некоторым историкам, именно захват турками нескольких населённых пунктов (Борчка, Артвин, Ардануч, долина в районе р. Чорох), и продемонстрированная слабость, которую показало русское командование в районе Батума, «способствовали тому, что Энвер-паша решил начать дерзкое зимнее наступление».